# Hemilepidotus hemilepidotus
Hemilepidotus hemilepidotus es una especie de pez de la familia Cottidae. Se le encuentra al norte del Océano Pacífico, desde Rusia hasta Alaska y tan al sur como en bahía de Monterrey.

## Descripción
Hemilepidotus hemilepidotus tiene una longitud máxima reportada de 51.0 cm, y un peso máximo de 1110 gramos.  Su color predominante es el rojo, con moteado blanco, marrón y negro; tiene 10-12 espinas dorsales y 35 vértebras.

## Hábitat y comportamiento
Hemilepidotus hemilepidotus vive en climas templado, en medios marinos demersales entre latitudes 66°N - 34°N. Normalmente vive cerca a las costas rocosas, pero puede sobrevivir a profundidades de hasta 450 metros. Los adultos se alimentan de mejillones, cangrejos y percebes. 